# Скиба Олександр Сергійович (політик)
Олекса́ндр Сергі́йович Ски́ба (народився 8 лютого 1978) — український політик, колишній секретар Васильківської міської ради. Учасник війни на сході України, капітан Збройних сил України.

## Біографія
У 1995—2000 навчався в Київському національному університеті імені Тараса Шевченка, здобув вищу освіту за фахом «історик, викладач історії». Паралельно з навчанням працював спочатку оператором ГРС Боярського ЛВУМГ ДП «Київтрансгаз», а з 1998 до 2002 року був учителем історії та правознавства у середній загальноосвітній школі № 21 міста Києва.
У 2003 році переходить на роботу до органів влади. Під час роботи в органах влади здобуває дві вищі освіти: ступінь спеціаліста права за спеціальністю «правознавство» в Національному аграрному університеті (2007) та магістра державного управління за спеціальністю «регіональне управління» в Національній академії державного управління при Президентові України.

## Громадсько-політична діяльність
У 2000—2003 роках був керівником соціальних проектів ГО «Соціальний центр мікрорайону „Перспектива — Оболонь“». Паралельно був помічником депутата Київської міської ради за виборчим округом № 43 на громадських засадах.
У 2010—2014 був депутатом Васильківської міської ради Київської області, був обраний за округом від Партії промисловців і підприємців України. На час виборів був першим заступником Васильківського міського голови.
У липні 2014 року Скибу було обрано секретарем Васильківської міської ради, що спровокувало гостру кризу: міський голова Сергій Сабов відмовився підписувати рішення та ініціював позачергові вибори. У подальшому Скиба оскаржував розпуск ради.
На виборах до Київської міської ради 2015 року балотувався від Всеукраїнського об'єднання «Батьківщина», але не був обраний депутатом. На час виборів проживав у Києві, був заступником голови ГО «Соціальний центр мікрорайону „Перспектива — Оболонь“».

## Війна на сході України
У серпні 2014 році був мобілізований, маючи з військового досвіду лише військову кафедру за фахом офіцера-вихователя, служив у 122-му окремому аеромобільному батальйоні 81-ї десантної бригади. Першими боями підрозділу стали бої за Авдіївку та Піски, в яких Скиба отримав псевдо «Арес» на честь давньогрецького бога війни. Надалі взимку 2014—2015 років протягом 24 днів керував обороною Донецького аеропорту.
У батальйоні, в якому служив Скиба, було лише два кадрові офіцери — він та командир батальйону підполковник Валерій Курков, а більшість особового складу становили мобілізовані. Скиба, який прийшов на посаду заступника командира роти по роботі з особовим складом, одразу був призначений командиром 8-ї роти. Рота Скиби відзначалася високим бойовим духом, у той час як інші підрозділи поверталися з Донецького аеропорту деморалізованими та з ознаками бойовий стресу. Крім того, його рота мала мінімальну кількість втрат (один загиблий і три поранених) за повного і точного виконання бойових завдань.
У першу ротацію, коли рота мала проходити до аеропорту через блокпости бойовиків, рота Скиби привезла в дровах, мішках з провізією та колесах значний боєзапас. Загалом рота Скиби утримувала в аеропорту до дев'яти позицій, останню з яких облаштували 9 січня 2015 року, щоб відбити атаку кадирівців з підвальних приміщень аеропорту.
11 січня кочівний танк сепаратистів пострілами зі 100 метрів завалив дві стіни на першому поверсі аропорту, і від вибуху снаряду Олександр Скиба отримав важку контузію, але завдяки зусиллям медика Ігоря Зінича продовжив керувати боєм. У наступні дні найбільш запеклих боїв Скиба особисто та майже без сну керував обороною аеропорту, коригував вогонь артилерії у відповідь, кілька разів викликаючи його на себе.
8-ма рота остаточно вийшла з аеропорту в другій половині січня, а сам Скиба ще на тиждень залишився в аеропорту для передачі району аеропорту наступному командиру «кіборгів».

## Нагороди
За особисту мужність і високий професіоналізм, виявлені у захисті державного суверенітету та територіальної цілісності України, вірність військовій присязі, відзначений — нагороджений
- орденом Богдана Хмельницького III ступеня (31.7.2015).